# クーティ - トルナヴァ線
クーティ - トルナヴァ線（クーティ - トルナヴァせん、スロバキア語: Železničná trať Kúty – Trnava）は、スロバキア国鉄の鉄道線の名称である。路線番号は116。

## 歴史
この路線はニトラとオーストリア・ハンガリー国境を結ぶ目的で建設された。ハンガリー北西地方鉄道（ハンガリー語: Magyar Északnyugati helyi érdekű vasút）は1897年に建設許可を獲得して、同年12月14日に二つの区間、すなわちナジュソンバト（現在トルナヴァ） – ナーダシュソモラーニ（現在スモレニツェ）間およびヤブロニッツ（現在ヤブロニツァ） - クーティ間を開通した。ナーダシュソモラーニ - ヤブロニッツ間は長さ900 mのトンネルと共に1898年6月11日に通行可能となった。この路線を含む北西地方鉄道の路線はウィーンと西スロバキア地方を最も短く結ぶ鉄道路線となった。
1920年ゼニツァの住民だちは、駅との遠い距離の理由で、線路移設を請求した。しかしチェコスロバキアの鉄道省関係者は何も決定しなかったので、工事は実行されなかった。
1980年12月18日にヤブロニツァ - クーティ間の電車線工事は完了した。1982年5月21日には残り区間の電気運転が可能となった。

## 運行形態[6]
全て各駅停車で、2時間に1本運行される。一部の便は、トルナヴァで120号線のブラチスラヴァ方面特急と接続する。

## 駅一覧
以下では、スロバキア国鉄116号線の駅と営業キロ、停車列車、接続路線などを一覧表で示す。なお、全て各駅停車である。
| 路線名 | 駅名                           | 駅間営業キロ | 累計営業キロ | 累計営業キロ   | Os | 接続路線                                                            | 所在地       | 所在地       |
| ------ | ------------------------------ | ------------ | ------------ | -------------- | -- | ------------------------------------------------------------------- | ------------ | ------------ |
| 116    | トルナヴァ駅                   | -            | 旧線経由 0.0 | 現路線経由 0.0 | ■  | 120号線（コシツェ方面、ブラチウラヴァ方面） 133号線（ガランタ方面） | トルナヴァ県 | トルナヴァ郡 |
| 116    | トルナヴァ郊外駅               | 5.0          | 4.2          | 5.0            | ■  |                                                                     | トルナヴァ県 | トルナヴァ郡 |
| 116    | シェルピツェ駅                 | 4.8          | 9.0          | 9.8            | ■  |                                                                     | トルナヴァ県 | トルナヴァ郡 |
| 116    | クルチョヴァニ駅               | 3.3          | 12.3         | 13.1           | ■  |                                                                     | トルナヴァ県 | トルナヴァ郡 |
| 116    | ボレラーズ駅                   | 2.4          | 14.7         | 15.5           | ■  |                                                                     | トルナヴァ県 | トルナヴァ郡 |
| 116    | ビーニョヴツェ駅               | 3.9          | 18.6         | 19.4           | ■  |                                                                     | トルナヴァ県 | トルナヴァ郡 |
| 116    | スモレニツェ駅                 | 2.6          | 21.2         | 22.0           | ■  |                                                                     | トルナヴァ県 | トルナヴァ郡 |
| 116    | ブコヴァー駅                   | 3.6          | 24.8         | 25.6           | ■  |                                                                     | トルナヴァ県 | トルナヴァ郡 |
| 116    | ツェロヴァー・リェスコヴェー駅 | 8.3          | 33.1         | 33.9           | ■  |                                                                     | トルナヴァ県 | セニツァ郡   |
| 116    | ヤブロニツァ駅                 | 1.9          | 35.0         | 35.8           | ■  |                                                                     | トルナヴァ県 | セニツァ郡   |
| 116    | フルボケー駅（休止中）         |              | (39.7)       | (40.5)         | ｜ |                                                                     | トルナヴァ県 | セニツァ郡   |
| 116    | セニツァ駅                     | 9.2          | 44.2         | 45.0           | ■  |                                                                     | トルナヴァ県 | セニツァ郡   |
| 116    | シャイヂーコヴェ・フメンツェ駅 | 5.6          | 49.8         | 50.6           | ■  |                                                                     | トルナヴァ県 | セニツァ郡   |
| 116    | ボルスキー・ミクラーシュ駅     | 5.6          | 55.4         | 56.2           | ■  |                                                                     | トルナヴァ県 | セニツァ郡   |
| 116    | シャシチーン・ストラージェ駅   | 4.0          | 59.4         | 60.2           | ■  |                                                                     | トルナヴァ県 | セニツァ郡   |
| 116    | ククロフ駅                     | 5.6          | 65.0         | 65.8           | ■  |                                                                     | トルナヴァ県 | セニツァ郡   |
| 116    | クーティ駅                     | 3.3          | 68.3         | 69.1           | ■  | 110号線（プラハ方面、ブダペスト方面） 114号線（スカリツァ方面）     | トルナヴァ県 | セニツァ郡   |